# Georg Stengel
 (juin 2019).
Si vous disposez d'ouvrages ou d'articles de référence ou si vous connaissez des sites web de qualité traitant du thème abordé ici, merci de compléter l'article en donnant les références utiles à sa vérifiabilité et en les liant à la section « Notes et références ».
Pour les articles homonymes, voir Stengel.
Georg Stengel ou encore Georgio Stengelio (1584, Augsbourg - 1651, Ingolstadt), philosophe et théologien jésuite allemand.
Il a rejoint en 1601 les jésuites, a étudié la rhétorique et la philosophie après le noviciat à Augsbourg et Ingolstadt et a enseigné de 1607 à 1610 les humanités à Pruntrut et Munich. Après avoir fini des études de théologie à Ingolstadt, il a enseigné à partir de 1614 à Dillingen. Il fut professeur de théologie à l'université d'Ingolstadt de 1618 à 1629. Il fut auteur d'ouvrages sur les monstres, sur les monstruosités naturelles et morales, sur la présence du diable dans les événements de la vie humaine.

## Publications
- Libellus de bono et malo Syllogismo [.]. Nunc denuo, quorundam rogatu, ad publicam utilitatem formis subiectus. Munich, Nikolaus Heinrich, 1618; réédition : Leipzig, J. Brendelius, 1662.
- Libri duo de duobus apostatis: sive duae paraeneses; in quarum I. exemplo Luciferi & malorum angelorum, in II. dictis factisque Jacobi Reihingi, Theodori Thummij, aliorumque praedicantium aut apostatarum ostenditur, quam sit miserum a Deo & veritate recedere. Ingolstadt, Gregor Hänlin, 1627.
- Judex & dux haereticorum huius temporis, quem ex adversariis Iacobi Gretseri [.] Georgius Stengelius [.] in lucem protraxit. Ingolstadt, Gregor Hänlin, 1629.
- Spes & Fiducia, curis iudiciisque Dei, erga homines in hac vita existentes, Firmata. Apud Gregorium Haenlinum, Ingolstadii, 1645. C'est un travail qui traite de la bonté et la justice de Dieu. Employant son érudition, Stengel se sert de l'histoire contemporaine et de l'histoire ancienne, de la littérature et des arts, pour tirer quelques leçons morales particulières.
- De monstris et monstrosis, quam mirabilis, bonus et iustus, in mundo administrando, sit Deus, monstrantibus. Ingolstadt, Haenlin & Wagner, 1647. Cet ouvrage traite de monstres fantastiques, monstruosités réelles avec des manques physiques graves, des merveilles naturelles; chose sur laquelle l'auteur pense que les causes probables sont les expressions naturelles du démon dans les événements humains. Il manque régulièrement aux bibliographies ésotériques.
- Liber primus: Vis et virus exemplorum, Hoc est solatia et documenta; haec moribus illa temporibus nostris adhibita. Liber secundus: Exempla in septem capitalium vitorum detestationem, per Quadragesimam. Ingolstadt: Gregor Haenlin 1650.
- Cibus esurientium hoc est, aequitas et justitia dei homeines punientis, quando in terris fames est. Ingolstadt, Georg Haenlin, 1650. C'est un traité inconnu de nombreuses bibliographies gastronomiques. Placé sous la devise « non in solo pane vivit homo », son livre parle de la faim dans le plus pur style baroque de l'époque. C'est un traité émaillé de citations d'auteurs anciens sur toutes les nourritures terrestres : l'appétit, ce perpétuel supplice de Tantale ; la bonne faim ; la mauvaise (gourmandise), l'abstinence, la faim qui elle seule pousse les hommes à travailler, les nourritures qui servent plus à la volupté qu'à l'alimentation, l'ivrognerie (nombreux exemples pris dans la Bible), la faim dans le monde qui est cause de tant d'atrocités. Plusieurs chapitres sont consacrés au vin qui peut être un excellent médicament mais aussi le responsable de graves désordres. Il propose aussi des règles chrétiennes à respecter pendant les temps de famine : secourir les étrangers par exemple.
- Judicium particulare hominibus statim post obitam mortem impendens. Ingolstadt, Georg Haenlin 1652.
- Ova Paschalia Sacro Emblemate inscripta descriptaq[ue] à Georgio Stengelio, Societatis Iesu theologo. Monachij (Munich): Apud Nicolam Henricum (Heinrich Nikolaus) Electoralem Typographum. Ingolstadt, Simon Knab, 1672.
- Sapientissima dei mundum regentis Gubernatio